# I Love You More
I Love You More es una película dramática de 2024 producida entre Kosovo y Albania. Dirigida y escrita por Erblin Nushi, contó con las actuaciones de Don Shala, Luan Jaha, Shengyl Ismaili, Leonik Sahiti y Fjolla Nushi.

## Sinopsis
Tras un año de conversaciones en línea, Ben, un tímido adolescente kosovar, se prepara emocionado para conocer en persona a Leo, su primer amor secreto que llega desde Alemania. Decidido a que todo salga bien en su primera cita, Ben planea cada detalle en secreto. Sin embargo, una inesperada oportunidad que le ofrece su madre pone en riesgo sus planes, obligándolo a elegir entre su familia y su anhelado encuentro con Leo.

## Reparto
- Don Shala es Ben
- Leonik Sahiti es Leo
- Fjolla Nushi es Nita
- Irena Aliu es Nora
- Shengyl Ismaili es Ajshe
- Luan Jaha es Bashkim

Fuente:

## Estreno
El filme participó en diferentes eventos de cine internacionales como el Festival de Cine Queer de Vancouver y el Paris Chéries Cheris Film Festival.   También hizo parte del festival de cine noruego Kosmorama, en la sección de nuevos directores.

## Recepción
En el portal Josh at the Movies, el filme obtuvo cuatro de cinco estrellas posibles. El crítico Joshua Hayes manifestó: «Escrito y dirigido por Erblin Nushi, su primer largometraje tiene una cualidad inquietante e íntima de la que no pude desprenderme durante días. Intensos momentos de desgarradora honestidad sacuden el alma, marcando I Love You More como una entrada imperdible en el panteón del cine gay».  Shar Tan de In Review Online opinó: «Aunque I Love You More es una película cálida con intenciones sinceras, en realidad no hay mucho que fuerce los límites de lo que ya hemos visto».
La reseña de Gary M. Kramer de Philadelphia Gay News fue tibia: «Seguramente habrá adolescentes (y adultos) que apreciarán I Love You More, pero gran parte de este drama lento y ligero puede resultar agotador». No obstante, elogió el desempeño de la actriz Irena Aliu: «Hay una maravillosa interpretación de Irena Aliu como Nora. Se lleva todas las mejores escenas, especialmente cuando expresa su enfado con su marido por ser tan testarudo».
En el portal Out on Screen el filme fue elogiado: «Yuxtaponiendo con eficacia la belleza bucólica de su entorno rural con las turbulentas emociones interiores de Ben, la ópera prima de Erblin Nushi, bellamente controlada, es una obra sorprendentemente rodada y emocionalmente estratificada».